# Pont de l'Île-aux-Tourtes
Le pont de l'Île-aux-Tourtes est un pont routier reliant Vaudreuil-Dorion à Senneville, en enjambant l'île Girwood et le lac des Deux-Montagnes. Il relie les régions administratives de la Montérégie et de Montréal. Il constitue, avec les ponts Taschereau et Galipeault, l'un des deux seuls axes permettant de rejoindre l'île de Montréal par l'ouest. Le Ministère des Transports du Québec prévoit sa reconstruction au cours des prochaines années. En mai 2021, pour des raisons de sécurité, le ministère des Transports du Québec ordonne la fermeture d'urgence du pont. 

## Circulation et accès
Le pont est emprunté par l'autoroute 40 et constitue un tronçon de la route Transcanadienne. Il comporte six voies de circulation, soit trois voies par direction, lesquelles sont séparées par un muret central. On estime qu'environ 60 000 véhicules l'empruntent par jour,, soit une moyenne annuelle de 21,9 millions de véhicules.
Le pont aboutit sur l'île au Tourtes. Afin de rejoindre la ville de Vaudreuil-Dorion, il faut traverser l'île, ce qui se fait par un tronçon d'autoroute de 900 m. Par la suite, une seconde structure, longue de 110 m, permet de relier l'île à la ville. Il n'existe aucun accès public à l'île à partir du pont ou de ses voies d'accès.

### Fermeture d'urgence en 2021
Le 20 mai 2021, la fermeture du pont est ordonnée par le ministère des Transports en raison de défauts de structure: 

« la fermeture préventive [permettra] de réaliser des travaux d'urgence qui permettront le renforcement de plusieurs éléments de la structure »

— Ministère des Transports
5 jours plus tard le ministère publie un échéancier de réouverture du pont, prévue par étapes entre le 31 mai et le 11 juin. La réouverture, pressée par la congestion considérable causée par la fermeture du pont, se fait finalement plus rapidement que prévu avec une voie ouverte dans chaque sens le 25 mai et 2 voies à partir du 31 mai.
Le pont, inauguré en 1966, souffre de multiples dommages et fissures du fait de son âge et des conditions météorologiques, malgré plusieurs vagues de travaux (1991-1992, 1994, 2000-2001,, 2012-2013,, 2015)

### Nouveau pont
La reconstruction d’un nouveau pont élargi comporte trois voies de circulation, un accotement adapté à une utilisation par les autobus ainsi qu’un chemin à usage partagé.

## Toponymie
Le nom du pont fait référence à l’Île aux tourtes sur laquelle il aboutit à son extrémité ouest. Le terme « tourte » désigne la tourte voyageuse (Ectopistes migratorius), une espèce d'oiseau aujourd'hui éteinte, qui était autrefois présente dans la région.